# Hvar - od Plane do Veprinove glavice
Hvar - od Plane do Veprinove glavice este o arie protejată (sit de importanță comunitară — SCI) din Croația întinsă pe o suprafață de 743,99 ha, integral pe uscat.

## Localizare
Centrul sitului Hvar - od Plane do Veprinove glavice este situat la coordonatele 43°07′19″N 16°56′16″E / 43.121923°N 16.93777°E.

## Înființare
Situl Hvar - od Plane do Veprinove glavice a fost declarat sit de importanță comunitară în iulie 2013 pentru a proteja un număr necunoscut de specii din flora spontană și fauna sălbatică aflate în arealul zonei.

## Biodiversitate
Situată în ecoregiunea mediteraneană, aria protejată conține 2 habitate naturale: Păduri de Quercus ilex și Quercus rotundifolia, Păduri de pin mediteraneene cu pini mezogeni endemici.
La baza desemnării sitului se află un număr nedeclarat de specii protejate.